# آل كوبريللي
آل كوبريللي هي أسرة تركية كان لها شأن كبير في الحقبة العثمانية 1656-1703 م. حمل عدة أشخاص من هذه العائلة الصدارة العظمى.
نبغ من هذه العائلة:
- حسين باشا الكوبريللي.
- فاضل أحمد باشا الكوبريللي.
- محمد باشا الكوبريللي.
- مصطفى باشا الكوبريللي.
- محمد فؤاد الكوبريللي.

## معرض صور

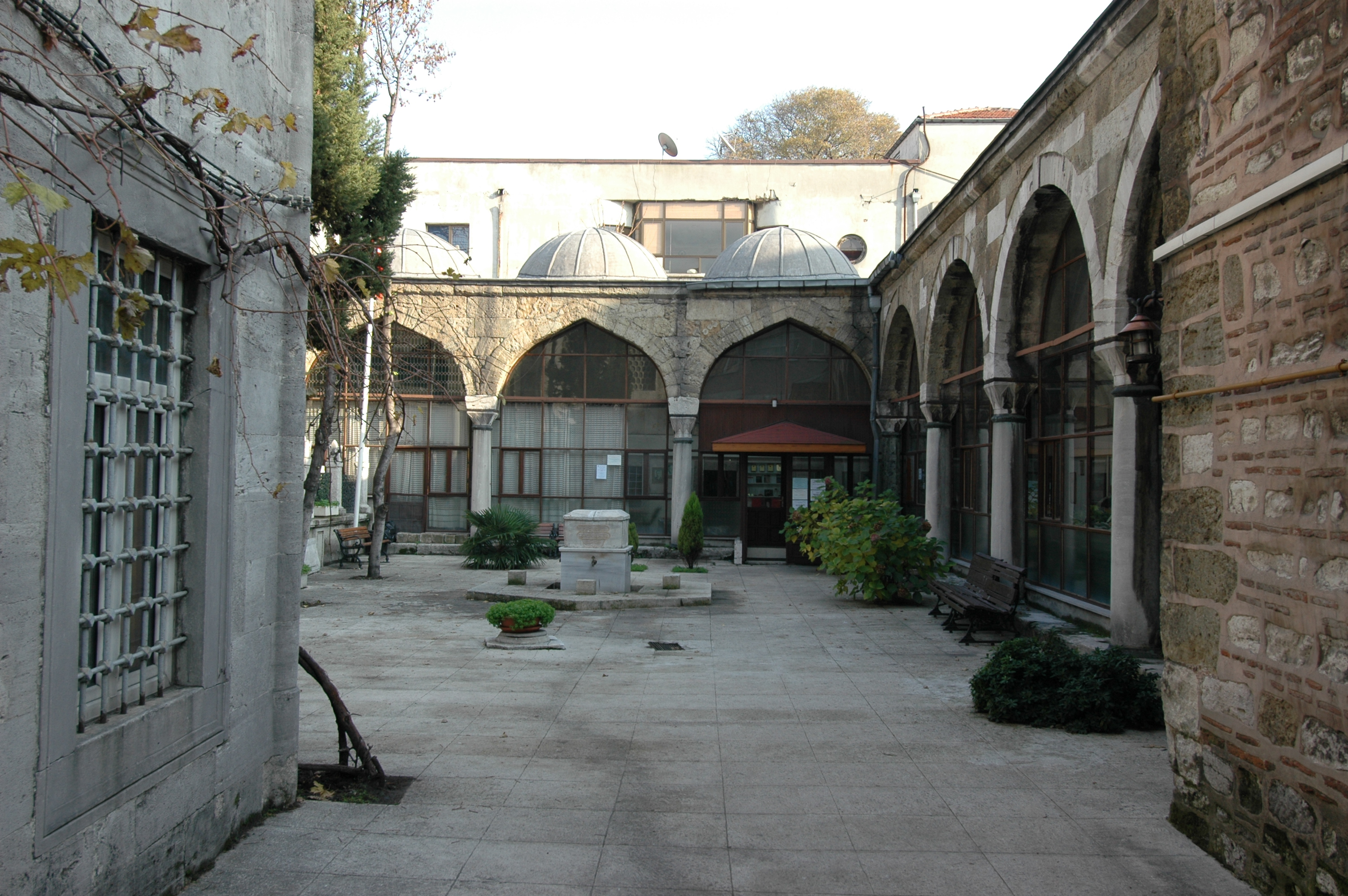
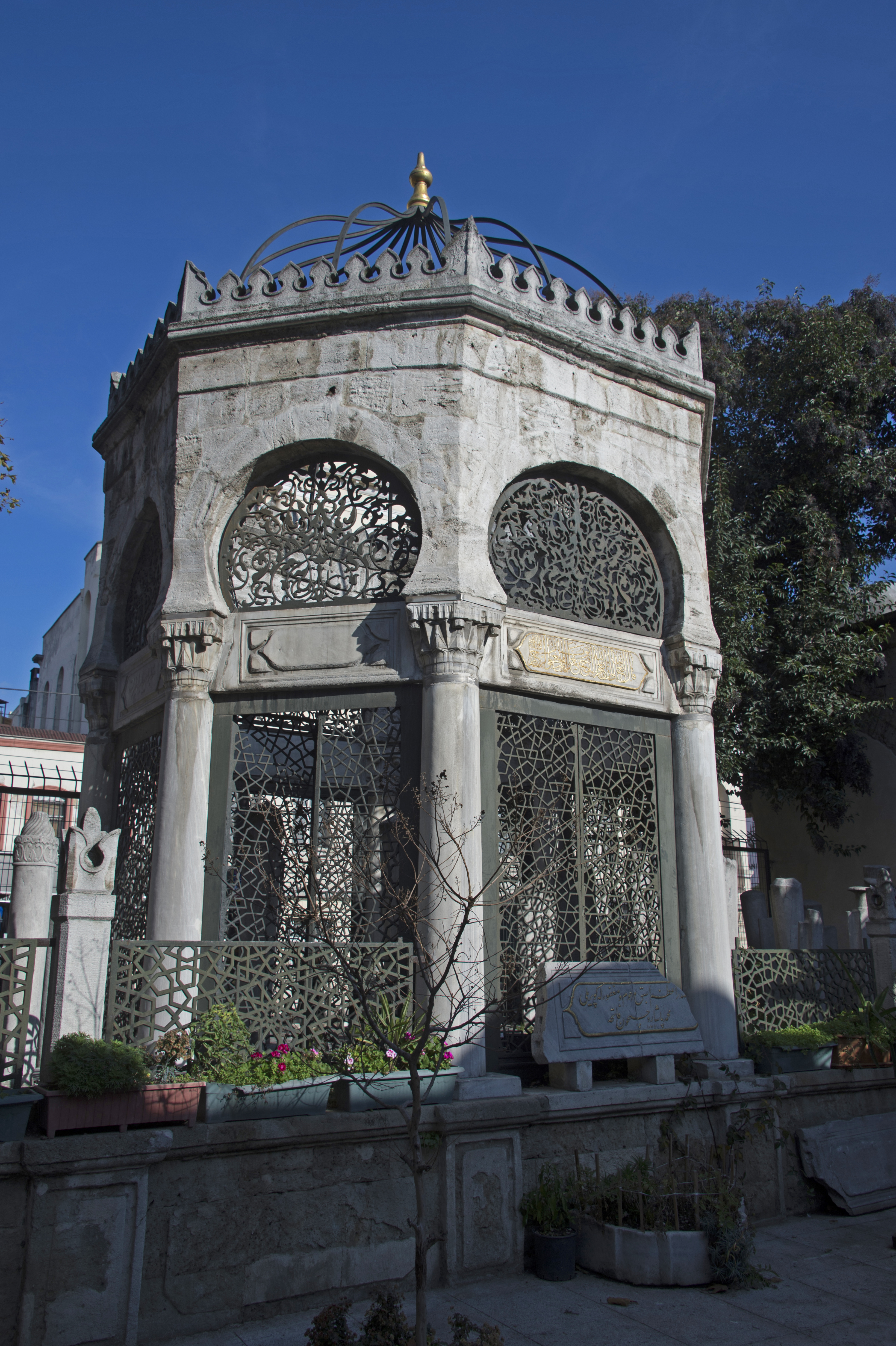
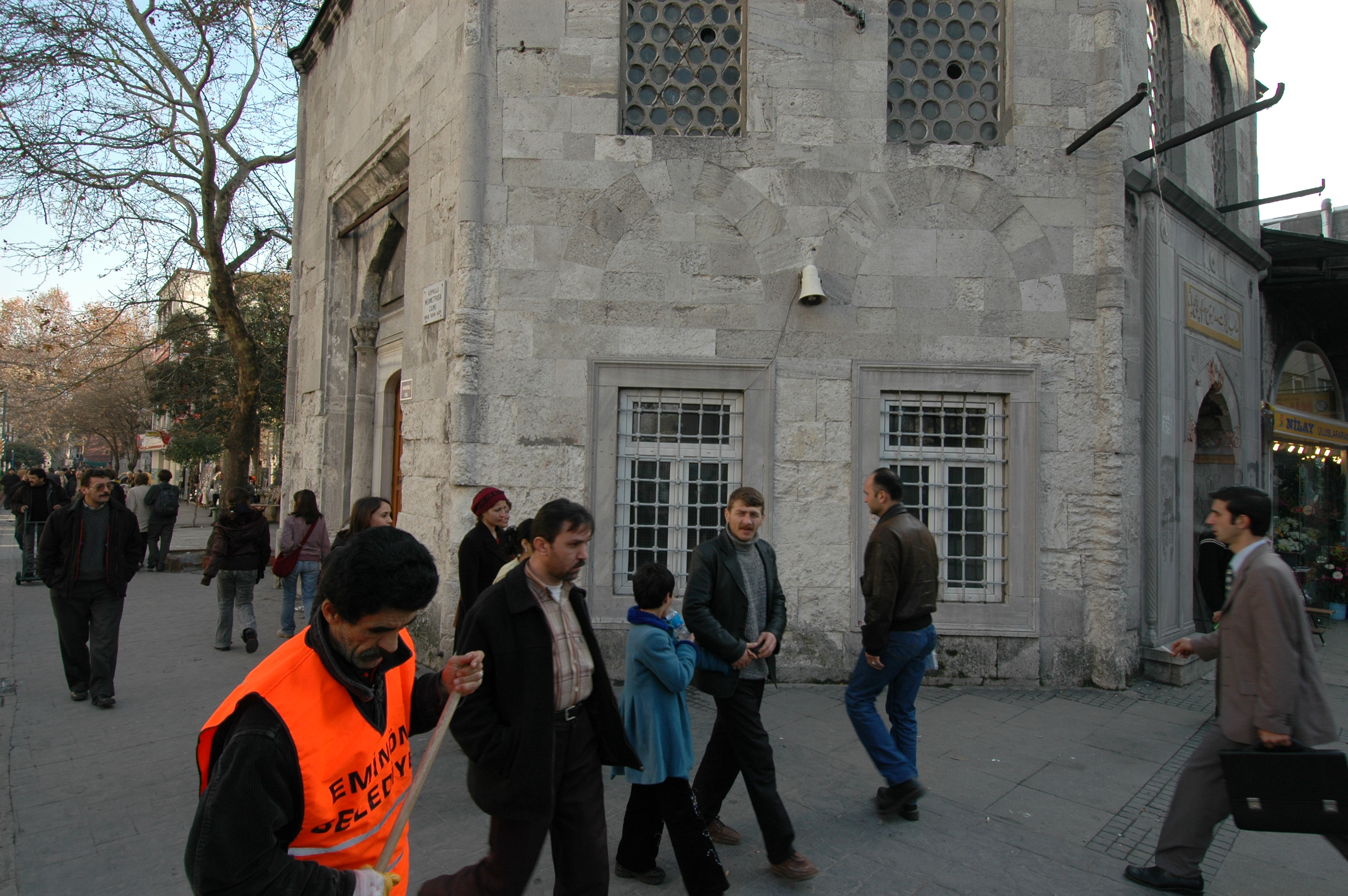